# 屏東縣立來義高級中學
屏東縣立來義高級中學（簡稱來義高中、來中）是地址設於屏東縣來義鄉但校地位於萬巒鄉內的公立高級中學。1967年成立籌備處，並於1968年8月正式成立。2002年改制為完全中學。

## 校史
- 1967年，因應九年國教政策，一鄉至少一國中，成立籌備處。
- 1968年8月，成立屏東縣立來義國民中學。11月11日校舍動土，校慶訂為11月11日，校訓為誠·正·勤·樸。
- 1970年8月，成立春日分校。
- 1971年8月，春日分校獨立設校，為屏東縣立春日國民中學。
- 1973年8月，成立泰武分校。
- 1977年8月，泰武分校獨立設校，為屏東縣立泰武國民中學。
- 2002年2月，成立來義高中籌備處。
- 2002年8月，改制為屏東縣立來義高級中學，招收高中部普通班二班、體育班一班。
- 2004年8月，招收高中部藝術班一班。
- 2004年8月，成立春日分班，招國中一年級一班。